# Delvin Ndinga
Delvin Ndinga, né le 14 mars 1988 à Pointe-Noire en République du Congo, est un footballeur international congolais qui évolue au poste de milieu défensif.
Il commence une formation d’entraîneur en 2025 en entrant au Brevet d’entraîneur de football (BEF - UEFA A) à partir de juillet 2025.

## Carrière

### En club

#### AJ Auxerre
Delvin commence le football avec l'équipe congolaise des Diables noirs de Brazzaville. En 2005, il intègre le centre de formation de l'AJ Auxerre, puis intègre le groupe professionnel en 2007. Il signe son premier contrat professionnel durant la période hivernale de la saison 2008-2009, et disputera notamment ses trois premiers matchs de Championnat dont une titularisation lors de la probante victoire des siens face à Olympique lyonnais (2-0), où il sera à accréditer d'une excellente performance.
Au cours de la saison 2009-2010, Ndinga devient un titulaire à part entière dans l’entre-jeu bourguignon, devenant vite une des révélations de la saison à Auxerre, une des équipes surprises de la Ligue 1 et marque son premier but en Ligue 1 contre l'AS Monaco le 21 novembre 2009.
Il confirme par un excellent début de saison 2010-2011 mais sera ensuite victime d'une blessure. Il revient sur les pelouses en début d'année 2011. Le 31 août 2011, il prolonge son contrat jusqu'en 2015 avec l'AJ Auxerre.
Durant l'intersaison 2011-2012, Ndinga est convoité par l'Olympique lyonnais pour remplacer Jérémy Toulalan parti pour quatre ans au Málaga CF. Ndinga ayant déclaré précédemment son intérêt pour le challenge lyonnais. Cependant, le président de l'AJ Auxerre Gérard Bourgoin, refuse de le laisser quitter le club en rejetant plusieurs offres de Lyon. Les négociations continuèrent durant le mois d'août et finalement, Ndinga signe un nouveau contrat qui le lie à Auxerre jusqu'en 2015. Peu de temps après, Ndinga déclare être déçu de ne pas avoir été transféré à Lyon, mais qu'il espère rapidement retrouver son niveau car ce possible transfert a perturbé sa préparation. Malgré l'échec de son transfert, Ndinga garde sa place de titulaire à l'AJA. Le 3 mai 2012, Ndinga marque par ailleurs le deuxième but de sa carrière, permettant à Auxerre de gagner 2-0 contre Dijon lors du derby bourguignon.

#### AS Monaco
Contraint de vendre ses joueurs après la descente en Ligue 2 à l'été 2012, l'AJA décide de céder Ndinga à l'AS Monaco pour 6 M €. Il s'engage alors pour quatre ans avec l'ASM le 29 juin 2012. Il commence la saison sur le banc de touche avant de faire sa première apparition contre Laval. Mais une blessure à la cuisse l'éloigne des terrains en novembre pour deux mois. Fin janvier, Delvin Ndinga revient de blessure et reprend l'entraînement. Ndinga fait son retour à la compétition le 8 février 2013 lors d'une victoire contre Le Havre.

#### Olympiakos
Après deux apparitions en ligue 1 avec Monaco lors de la saison 2013-2014, le 31 août 2013 Delvin Ndinga quitte le club pour rejoindre le club champion de la Grèce Olympiakos en prêt, avec une option d'achat pour le mercato estival de l'année suivante d'un montant de 3 millions d'euros. Il est à nouveau prêté lors de la saison 2014-2015 en juillet 2014,, et remporte à nouveau le championnat. À l'été 2015, Delvin Ndinga envisage de ne pas renouveler son contrat avec l'AS Monaco et des clubs français se positionnent pour le faire signer comme l'AS Saint-Étienne, le Stade rennais, le Lille OSC ou le SM Caen.

#### Lokomotiv Moscou
Cependant, Delvin Ndinga est prêté pour une troisième année d'affilée, cette fois au Lokomotiv Moscou. Régulièrement titulaire, il s'engage définitivement avec le club russe le 11 mai 2016,.

#### Sivasspor
Le 7 septembre 2017 Delvin Ndinga s'engage avec le club turc de Sivasspor, pour une durée de deux ans.
En juillet 2019, Delvin Ndinga, libre de tout contrat, s'entraîne avec l'équipe réserve de l'AJ Auxerre.

#### Antalyaspor
En janvier 2020, après plusieurs mois sans club, Ndinga signe un contrat de 18 mois avec Antalyaspor.

### En sélection nationale
Après avoir effectué et joué en particulier avec l'équipe espoir de foot du Congo, avec laquelle il remporte la Coupe d'Afrique des nations junior en 2007, Delvin Ndinga fait ses grands débuts avec les Diables Rouges, le 8 juin 2008 à tout juste 20 ans lors d'un match face au Soudan (1-0) comptant pour les éliminatoires de la Coupe du monde 2010, alors qu'il n'évoluait jusque-là que comme titulaire en équipe réserve avec son club formateur en CFA, la quatrième division française.

#### But en sélection
| # | Date             | Lieu                             | Adversaire | Score | Résultat | Compétition                                   |
| - | ---------------- | -------------------------------- | ---------- | ----- | -------- | --------------------------------------------- |
| 1 | 14 novembre 2015 | Stade d'Addis-Abeba, Addis-Abeba | Éthiopie   | 1-3   | 3-4      | Éliminatoires Coupe du monde de football 2018 |

## Statistiques détaillées
| Saison                | Club                    | Championnat            | Championnat | Championnat | Coupe nationale | Coupe nationale | Coupe de la Ligue | Coupe de la Ligue | Compétition(s) continentale(s) | Compétition(s) continentale(s) | Compétition(s) continentale(s) | Total | Total |
| Saison                | Club                    | Division               | M.          | B.          | M.              | B.              | M.                | B.                | Comp.                          | M.                             | B.                             | M.    | B.    |
| 2008-2009             | AJ Auxerre              | Ligue 1                | 3           | 0           | 0               | 0               | 0                 | 0                 | -                              | -                              | -                              | 3     | 0     |
| 2009-2010             | AJ Auxerre              | Ligue 1                | 26          | 1           | 2               | 0               | 0                 | 0                 | -                              | -                              | -                              | 28    | 1     |
| 2010-2011             | AJ Auxerre              | Ligue 1                | 26          | 0           | 0               | 0               | 2                 | 0                 | C1                             | 7                              | 0                              | 35    | 0     |
| 2011-2012             | AJ Auxerre              | Ligue 1                | 23          | 1           | 0               | 0               | 1                 | 0                 | -                              | -                              | -                              | 24    | 1     |
| Sous-total            | Sous-total              | Sous-total             | 78          | 2           | 2               | 0               | 3                 | 0                 | -                              | 7                              | 0                              | 90    | 2     |
| 2012-2013             | AS Monaco               | Ligue 2                | 25          | 0           | 2               | 0               | 2                 | 0                 | -                              | -                              | -                              | 29    | 0     |
| 2013-2014             | AS Monaco               | Ligue 1                | 2           | 0           | 0               | 0               | 0                 | 0                 | -                              | -                              | -                              | 2     | 0     |
| Sous-total            | Sous-total              | Sous-total             | 27          | 0           | 2               | 0               | 2                 | 0                 | -                              | -                              | -                              | 31    | 0     |
| 2013-2014             | Olympiakos (prêt)       | Superleague Elláda     | 19          | 0           | 8               | 1               | -                 | -                 | C1                             | 6                              | 0                              | 33    | 1     |
| 2014-2015             | Olympiakos (prêt)       | Superleague Elláda     | 17          | 1           | 5               | 0               | -                 | -                 | C1+C3                          | 6+0                            | 1+0                            | 28    | 2     |
| Sous-total            | Sous-total              | Sous-total             | 36          | 1           | 13              | 1               | -                 | -                 | -                              | 12                             | 1                              | 61    | 3     |
| 2015-2016             | Lokomotiv Moscou (prêt) | Russian Premier League | 22          | 0           | 1               | 0               | -                 | -                 | C3                             | 8                              | 0                              | 31    | 0     |
| Sous-total            | Sous-total              | Sous-total             | 22          | 0           | 1               | 0               | -                 | -                 | -                              | 8                              | 0                              | 31    | 0     |
| Total sur la carrière | Total sur la carrière   | Total sur la carrière  | 163         | 3           | 18              | 1               | 5                 | 0                 | -                              | 27                             | 1                              | 213   | 5     |

## Palmarès

### En club
Avec le Lokomotiv Moscou
- Vainqueur de la Coupe de Russie en 2015 et 2017

| - AS Monaco - Championnat de France de Ligue 2 - Vainqueur : 2013. |  | - Olympiakos - Championnat de Grèce - Vainqueur : 2014 et 2015. - Coupe de Grèce - Vainqueur : 2015. |